# هیچ‌چیز جز حقیقت
هیچ‌چیز جز حقیقت (به انگلیسی: Nothing but the Truth) یک فیلم درام ۲۰۰۸ آمریکایی به نویسندگی و کارگردانی راد لوری است. این فیلم در جشنواره بین‌المللی فیلم تورنتو در ۸ سپتامبر ۲۰۰۸ به نمایش گذاشته شد. این فیلم در ایران با عنوان «حقیقت محض» توسط شبکه نمایش پخش‌شد.

## داستان
در واشینگتن دی سی، یک خبرنگار به دلیل افشای اطلاعات یک مأمور سیا و امتناع از افشای منبع خود، با احتمال مجازات زندان روبرو است.

## بازیگران
- کیت بکینسیل در نقش ریچل آرمسترانگ
- مت دیلون در نقش پاتون دوبوا
- آلن آلدا در نقش آلبرت برنساید
- ویرا فارمیگا در نقش اریکا ون دورن
- آنجلا باست در نقش بانی بنجامین
- دیوید شویمر در نقش ری آرمسترانگ
- نوآ وایل در نقش آوریل آرونسون
- پرستون بیلی در نقش تیمی آرمسترانگ
- راد لوری در نقش روزنامه‌نگار